# Karlino (gmina)
Karlino – gmina miejsko-wiejska w Polsce położona w północnej części województwa zachodniopomorskiego, w powiecie białogardzkim. Siedzibą gminy jest miasto Karlino.
Według danych z 31 grudnia 2016 r. gmina miała 9255 mieszkańców. Natomiast według danych z 31 grudnia 2017 roku gminę zamieszkiwało 9182 osób.
Miejsce w województwie (na 114 gmin): powierzchnia 75., ludność 41.

## Położenie
Gmina znajduje się w północnej części województwa zachodniopomorskiego, w północno-zachodniej części powiatu białogardzkiego.
Gmina leży na Równinie Białogardzkiej. Przez miasto i gminę przepływają rzeki Parsęta i wpadająca do niej Radew, obie są dostępne dla kajaków i obecne w herbie gminy. Tereny leśne zajmują 15% powierzchni gminy, a użytki rolne 78%.
Według danych z 1 stycznia 2014 r. powierzchnia gminy wynosiła 141,03 km². Gmina stanowi 16,7% powierzchni powiatu.
Sąsiednie gminy:
- Białogard (powiat białogardzki)
- Dygowo i Gościno (powiat kołobrzeski)
- Będzino i Biesiekierz (powiat koszaliński)
- Sławoborze (powiat świdwiński)

Do 31 grudnia 1998 r. gmina wchodziła w skład województwa koszalińskiego.

## Demografia
Według danych z 31 grudnia 2016 r. gmina miała 9255 mieszkańców. Gminę zamieszkuje 19,2% ludności powiatu. Gęstość zaludnienia wynosi 65,6 na 1 km².

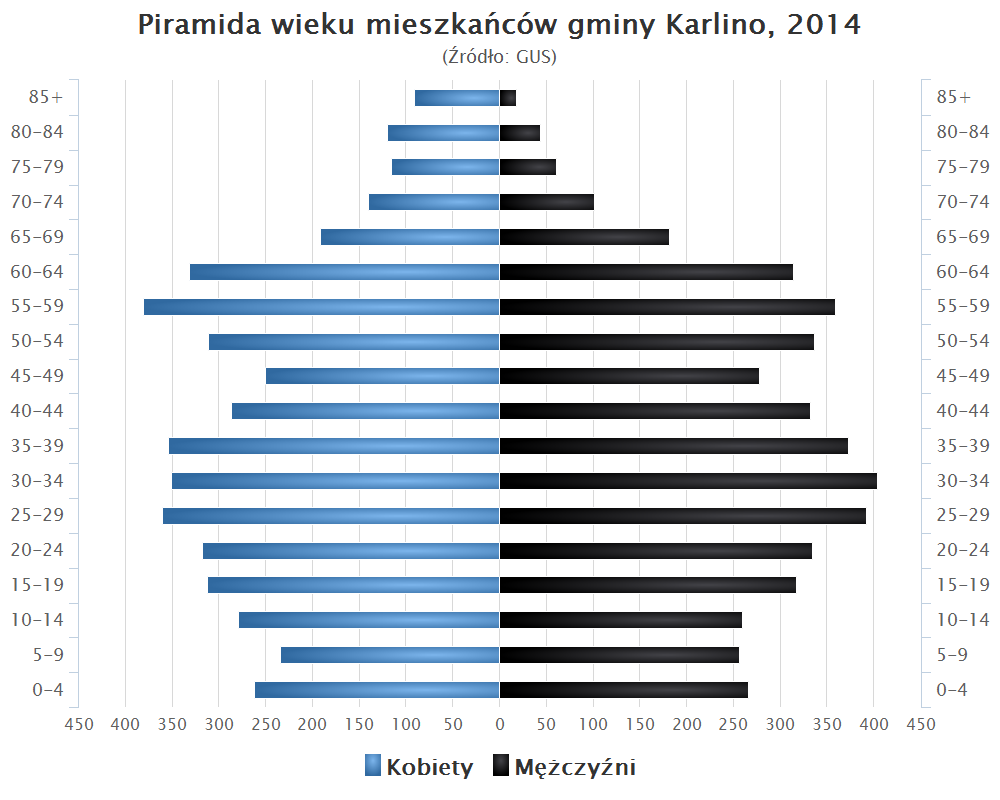
Piramida wieku mieszkańców gminy Karlino w 2014 roku

Liczba ludności (dane z 30 czerwca 2008):
|        | Ogółem | Ogółem | Kobiety | Kobiety | Mężczyźni | Mężczyźni |
| osób   | %      | osób   | %       | osób    | %         |           |
| ------ | ------ | ------ | ------- | ------- | --------- | --------- |
| Ogółem | 9133   | 100    | 4609    | 50,47   | 4524      | 49,53     |
| Miasto | 5805   | 63,56  | 2985    | 32,68   | 2820      | 30,88     |
| Wieś   | 3328   | 36,44  | 1624    | 17,78   | 1704      | 18,66     |

▶Wieś vs ▶miasto
Ogółem (▶k, ▶m)
Miasto (▶k, ▶m)
Wieś (▶k, ▶m)
- Dane z 31 grudnia 2017 roku[3].

| Opis                              | Ogółem | Ogółem | Kobiety | Kobiety | Mężczyźni | Mężczyźni |
| --------------------------------- | ------ | ------ | ------- | ------- | --------- | --------- |
| jednostka                         | osób   | %      | osób    | %       | osób      | %         |
| populacja                         | 9 182  | 100    | 4 629   | 50,4    | 4 553     | 49,6      |
| gęstość zaludnienia (mieszk./km²) | 66     | 66     | 34      | 34      | 32        | 32        |

## Gospodarka
Na terenie gminy ustanowiono podstrefę Karlino – Kostrzyńsko-Słubickiej Specjalnej Strefy Ekonomicznej, która obejmuje 4 kompleksy o łącznej powierzchni 56,26 ha. Są one położone w granicach miasta przy północnej części Karlina i osady Brzeźno oraz 1 kompleks za osadą Krzywopłoty.
W 2012 r. na terenie gminy ustanowiono podstrefa Karlinko – Słupskiej Specjalnej Strefy Ekonomicznej, obejmującą kompleks o powierzchni 180,08 ha, położony pomiędzy osadami: Karlinko a Witolub.
Przedsiębiorcy podejmujący działalność gospodarczą na terenie podstrefy mogą skorzystać ze zwolnienia z części podatku dochodowego CIT lub części dwuletnich kosztów pracy.

## Komunikacja

### Transport drogowy
Przez gminę Karlino prowadzi droga wojewódzka nr 112 łącząca miasto przez Biesiekierz (16 km) do Koszalina (28 km) i do Rymania (27 km) oraz droga wojewódzka nr 163 do Białogardu (8 km) i przez Dygowo (18 km) do Kołobrzegu (29 km).

### Transport kolejowy
Karlino uzyskało połączenie kolejowe w 1859 r. po wybudowaniu odcinka z Kołobrzegu do Białogardu, w 1878 r. przedłużoną do Szczecinka, a rok później do Poznania. Fragment linii przez Karlino został zelektryfikowany w 1988 r. Do Karlina prowadziła także kolej wąskotorowa o szerokości 1000 mm od 1915 r. po wydłużeniu odcinka Gościno – Pobłocie Wielkie przez Lubiechowo. Z Lubiechowa prowadziła także linia do Włościborza otwarta także w 1915 r. Obie linie zostały zamknięte pod koniec lat 50. i wkrótce potem rozebrane. Obecnie w gminie czynne są 2 stacje: Daszewo i Karlino

### Poczta
W gminie czynny jest jeden urząd pocztowy: Karlino (78-230).

## Zabytki
- Pałac, spichlerz, park w Koziej Górze
- Dwór w Karlinku
- Kościół, park, dwór w Karścinie
- Kościół w Karwinie
- Park w Krukowie
- Kościół, pałac, park w Lubiechowie
- Dwór, park w Malonowie
- Kościół, park w Mierzynie
- Dwór, park w Mierzynku
- Dwór, park w Pobłociu Wielkim
- Dwór, park w Poczerninie
- Park w Syrkowicach
- Park w Zwartowie

## Administracja i samorząd
W 2016 r. wykonane wydatki budżetu gminy Karlino wynosiły 51,5 mln zł, a dochody budżetu 52,5 mln zł. Zobowiązania samorządu (dług publiczny) według stanu na koniec 2016 r. wynosiły 34,6 mln zł, co stanowiło 66% poziomu dochodów.
Gmina Karlino jest obszarem właściwości Sądu Rejonowego w Białogardzie i Sądu Okręgowego w Koszalinie. Gmina (właśc. powiat białogardzki) jest obszarem właściwości miejscowej Samorządowego Kolegium Odwoławczego w Koszalinie.
Mieszkańcy gminy Karlino wybierają 3 radnych do Rady Powiatu w Białogardzie, a radnych do Sejmiku Województwa Zachodniopomorskiego w okręgu nr 3. Posłów na Sejm wybierają z okręgu wyborczego nr 40, senatora z okręgu nr 99, a posłów do Parlamentu Europejskiego z okręgu nr 13.
Gmina Karlino utworzyła 15 jednostek pomocniczych – sołectw.
Sołectwa:
Daszewo, Domacyno, Garnki, Gościnko, Karlinko, Karścino, Karwin, Kowańcz, Lubiechowo, Malonowo, Mierzyn, Mierzynek, Pobłocie Wielkie, Syrkowice i Zwartowo.

## Miejscowości
Gmina Karlino posiada 15 sołectw - najmniej w powiecie.
- Miasto:

Karlino
- Wsie:

Daszewo, Domacyno, Garnki, Gościnko, Karlinko, Karścino, Karwin, Kowańcz, Lubiechowo, Malonowo, Mierzyn, Mierzynek, Pobłocie Wielkie, Syrkowice i Zwartowo –– Chotyń, Czerwięcino, Krukowo, Poczernino, Ubysławice, Wyganowo i Wietszyno
- Osady:

Brzeźno, Dębolas, Kozia Góra, Krzywopłoty, Lubiechowo-Przystanek i Witolub
- Nieistniejące miejscowości:

Lisiny.

## Współpraca międzynarodowa
Partnerzy Urzędu Miasta i Gminy to:
- Dargun od 13 czerwca 2000
- Gmina Skælskør od 20 czerwca 2002 do 1 stycznia 2007[14]
- Wolgast od 3 stycznia 2006